# Rajon Batken
Der Rajon Batken ist ein Rajon des Oblus Batken in Kirgisistan mit 98.194 Einwohnern (Stand 2022). Das Verwaltungszentrum ist die Stadt Batken.

## Verwaltungsgliederung
Im Osten grenzt der Rajon an den Rajon Kadamdschai, im Westen an den Rajon Leilek. Er umfasst 47 Dörfer in 9 Landgemeinden.
| No. | Landgemeinde | Verwaltungszentrum | Anzahl der Dörfer | Bevölkerung |
| --- | ------------ | ------------------ | ----------------- | ----------- |
| 1   | Daryja       | Tschek             | 9                 | 11.302      |
| 2   | Tört-Kül     | Tschong-Talaa      | 5                 | 8.380       |
| 3   | Kara-Bak     | Kara-Bak           | 7                 | 20.861      |
| 4   | Kara-Bulak   | Kara-Bulak         | 2                 | 25.242      |
| 5   | Kyschtut     | Tajan              | 6                 | 10.654      |
| 6   | Samarkandyk  | Samarkandyk        | 4                 | 13.969      |
| 7   | Ak-Sai       | Ak-Sai             | 6                 | 9.599       |
| 8   | Ak-Tatyr     | Ak-Tatyr           | 3                 | 8.145       |
| 9   | Suu-Baschy   | Bos-Adyr           | 5                 | 7.620       |